# Vòng loại Giải vô địch bóng đá nữ thế giới 2007 (UEFA)
Tại Vòng loại Giải vô địch bóng đá nữ thế giới 2007 khu vực UEFA, 25 đội thuộc Nhóm 1 bóng đá nữ châu Âu được phân làm 5 nhóm, với các đội đầu bảng sẽ lọt vào vòng chung kết World Cup. Các trận đấu bắt đầu ngày 9 tháng 7 năm 2005 và kết thúc ngày 30 tháng 9 năm 2006, với 5 đội ghi danh vào vòng chung kết gồm: Đan Mạch, Anh, Đức, Na Uy và Thụy Điển. Trong đó ba đội sau từng vượt qua vòng loại năm 2003, còn Đan Mạch và Anh thay thế cho Pháp (nhì bảng của Anh) và Nga (nhì bảng của Đức).

## Nhóm 1

### Bảng 1
| Đội     | Điểm | Trận | T | H | B | BT | BB | HS  |
| ------- | ---- | ---- | - | - | - | -- | -- | --- |
| Na Uy   | 22   | 8    | 7 | 1 | 0 | 22 | 3  | +19 |
| Ukraina | 16   | 8    | 5 | 1 | 2 | 20 | 11 | +9  |
| Ý       | 15   | 8    | 5 | 0 | 3 | 25 | 6  | +19 |
| Serbia  | 6    | 8    | 2 | 0 | 6 | 6  | 27 | −21 |
| Hy Lạp  | 0    | 8    | 0 | 0 | 8 | 2  | 28 | −26 |

| Na Uy                                                 | 4–1     | Ukraina        |
| ----------------------------------------------------- | ------- | -------------- |
| Mellgren 28', 54' (p.đ) Christensen 47' Klaveness 58' | Báo cáo | Verezubova 45' |

| Serbia và Montenegro | 0–4     | Na Uy                                    |
| -------------------- | ------- | ---------------------------------------- |
|                      | Báo cáo | S. Gulbrandsen 31', 86' Rønning 55', 63' |

| Ý                                | 3–1     | Ukraina      |
| -------------------------------- | ------- | ------------ |
| Zorri 20' Panico 47' Marsico 78' | Báo cáo | Zinchenko 8' |

| Na Uy         | 1–0     | Ý |
| ------------- | ------- | - |
| Klaveness 60' | Báo cáo |   |

| Hy Lạp | 0–2     | Serbia và Montenegro |
| ------ | ------- | -------------------- |
|        | Báo cáo | Podovac 85', 91'     |

| Ý                                                   | 6–0     | Serbia và Montenegro |
| --------------------------------------------------- | ------- | -------------------- |
| Boni 21', 29' Panico 41', 85' Marsico 75' Zorri 83' | Báo cáo |                      |

| Serbia và Montenegro | 0–4     | Ukraina                                        |
| -------------------- | ------- | ---------------------------------------------- |
|                      | Báo cáo | Zinchenko 34', 84' Apanashenko 47' Frishko 73' |

| Hy Lạp           | 1–3     | Ukraina                         |
| ---------------- | ------- | ------------------------------- |
| Papadopoulou 64' | Báo cáo | Kornievets 13', 37' Frishko 83' |

| Hy Lạp | 0–3     | Na Uy                            |
| ------ | ------- | -------------------------------- |
|        | Báo cáo | R. Gulbrandsen 2', 92+' Lehn 81' |

| Ý                   | 2–0     | Hy Lạp |
| ------------------- | ------- | ------ |
| Zorri 38' Greco 69' | Báo cáo |        |

| Serbia và Montenegro              | 3–1     | Hy Lạp         |
| --------------------------------- | ------- | -------------- |
| Jovanović 13' Stojanović 68', 79' | Báo cáo | Arvanitaki 26' |

| Hy Lạp | 0–5     | Ý                                              |
| ------ | ------- | ---------------------------------------------- |
|        | Báo cáo | Panico 15' (p.đ), 83', 86', 89' Di Filippo 37' |

| Ukraina               | 2–1     | Serbia và Montenegro |
| --------------------- | ------- | -------------------- |
| Frishko 35' Pekur 81' | Báo cáo | Stojanović 15'       |

| Na Uy                               | 3–0     | Serbia và Montenegro |
| ----------------------------------- | ------- | -------------------- |
| Lehn 11' Stangeland 16' Følstad 21' | Báo cáo |                      |

| Ukraina                  | 2–1     | Ý           |
| ------------------------ | ------- | ----------- |
| Hodyreva 47' Frishko 57' | Báo cáo | Marsico 75' |

| Na Uy                                         | 4–0     | Hy Lạp |
| --------------------------------------------- | ------- | ------ |
| R. Gulbrandsen 14', 45' Knutsen 59' Giske 85' | Báo cáo |        |

| Serbia | 0–7     | Ý                                                           |
| ------ | ------- | ----------------------------------------------------------- |
|        | Báo cáo | Zorri 4', 15' Di Filippo 26' Marsico 56', 63', 68' Pini 73' |

| Ukraina                                                              | 6–0     | Hy Lạp |
| -------------------------------------------------------------------- | ------- | ------ |
| Frishko 17', 42' (p.đ) Verezubova 49', 58' Sukhorukova 51' Pekur 86' | Báo cáo |        |

| Ukraina        | 1–1     | Na Uy    |
| -------------- | ------- | -------- |
| Verezubova 28' | Báo cáo | Lehn 45' |

| Ý          | 1–2     | Na Uy                          |
| ---------- | ------- | ------------------------------ |
| Panico 83' | Báo cáo | R. Gulbrandsen 60' Knutsen 63' |

### Bảng 2
| Đội          | Điểm | Trận | T | H | B | BT | BB | HS  |
| ------------ | ---- | ---- | - | - | - | -- | -- | --- |
| Thụy Điển    | 22   | 8    | 7 | 1 | 0 | 32 | 6  | +26 |
| Cộng hòa Séc | 16   | 8    | 5 | 1 | 2 | 20 | 8  | +12 |
| Iceland      | 13   | 8    | 4 | 1 | 3 | 18 | 12 | +6  |
| Belarus      | 7    | 8    | 2 | 1 | 5 | 6  | 23 | −17 |
| Bồ Đào Nha   | 0    | 8    | 0 | 0 | 8 | 4  | 31 | −27 |

| Iceland                                     | 3–0     | Belarus |
| ------------------------------------------- | ------- | ------- |
| Lárusdóttir 31', 58' M. L. Viðarsdóttir 56' | Báo cáo |         |

| Belarus        | 1–1     | Cộng hòa Séc |
| -------------- | ------- | ------------ |
| Tatarinova 73' | Báo cáo | Hejlová 76'  |

| Thụy Điển                 | 2–2     | Iceland                                   |
| ------------------------- | ------- | ----------------------------------------- |
| Ljungberg 34' Schelin 73' | Báo cáo | A. Helgadóttir 49' M. L. Viðarsdóttir 75' |

| Cộng hòa Séc | 1–0     | Iceland |
| ------------ | ------- | ------- |
| Pěničková 8' | Báo cáo |         |

| Thụy Điển                                            | 6–0     | Belarus |
| ---------------------------------------------------- | ------- | ------- |
| Ljungberg 14', 24', 90', 91+' Schelin 20' Lundin 83' | Báo cáo |         |

| Bồ Đào Nha    | 1–4     | Thụy Điển                                  |
| ------------- | ------- | ------------------------------------------ |
| Fernandes 71' | Báo cáo | Ljungberg 9', 53' Sjöström 49' Moström 92' |

| Bồ Đào Nha | 0–3     | Cộng hòa Séc                               |
| ---------- | ------- | ------------------------------------------ |
|            | Báo cáo | Martínková 15' Chlumecká 38' Pěničková 87' |

| Cộng hòa Séc           | 2–3     | Thụy Điển                    |
| ---------------------- | ------- | ---------------------------- |
| Šcasná 4' Mouchová 67' | Báo cáo | Larsson 23' Schelin 62', 69' |

| Belarus          | 1–2     | Iceland                              |
| ---------------- | ------- | ------------------------------------ |
| Aniskovtseva 54' | Báo cáo | K. Jónsdóttir 27' A. Helgadóttir 51' |

| Thụy Điển                                    | 5–1     | Bồ Đào Nha    |
| -------------------------------------------- | ------- | ------------- |
| Lundin 10', 64', 79' Schelin 30' Sjögran 72' | Báo cáo | Fernandes 17' |

| Bồ Đào Nha | 0–1     | Belarus       |
| ---------- | ------- | ------------- |
|            | Báo cáo | Ryzhevich 11' |

| Cộng hòa Séc                                                          | 6–0     | Bồ Đào Nha |
| --------------------------------------------------------------------- | ------- | ---------- |
| Knavová 9' Ščasná 16', 24' Martínková 29' Chlumecká 35' Pěničková 46' | Báo cáo |            |

| Belarus | 0–6     | Thụy Điển                                               |
| ------- | ------- | ------------------------------------------------------- |
|         | Báo cáo | Schelin 45' Svensson 48', 82', 86' Seger 52' Öqvist 75' |

| Iceland                                       | 3–0     | Bồ Đào Nha |
| --------------------------------------------- | ------- | ---------- |
| M. L. Viðarsdóttir 40', 90' Samúelsdóttir 85' | Báo cáo |            |

| Iceland                                  | 2–4     | Cộng hòa Séc                                                    |
| ---------------------------------------- | ------- | --------------------------------------------------------------- |
| Á. Helgadóttir 6' M. L. Viðarsdóttir 35' | Báo cáo | Martínková 2' Ščasná 37' Mouchová 57' K. Jónsdóttir 72' (p.l.n) |

| Iceland | 0–4     | Thụy Điển                                         |
| ------- | ------- | ------------------------------------------------- |
|         | Báo cáo | Moström 13' (p.đ) Thunebro Svensson 80' Ljungberg |

| Cộng hòa Séc                           | 3–0     | Belarus |
| -------------------------------------- | ------- | ------- |
| Ščasná 5' Chlumecká 48' Kladrubská 79' | Báo cáo |         |

| Belarus                                    | 3–2     | Bồ Đào Nha             |
| ------------------------------------------ | ------- | ---------------------- |
| Aniskovtseva 17', 20' (p.đ) Tatarinova 34' | Báo cáo | Martins 5' Azavedo 46' |

| Thụy Điển         | 2–0     | Cộng hòa Séc |
| ----------------- | ------- | ------------ |
| Ljungberg 5', 30' | Báo cáo |              |

| Bồ Đào Nha | 0–6     | Iceland                                                     |
| ---------- | ------- | ----------------------------------------------------------- |
|            | Báo cáo | K. Jónsdóttir 9', 55' M. L. Vidarsdottir 21', 67', 79', 86' |

### Bảng 3
| Đội         | Điểm | Trận | T | H | B | BT | BB | HS  |
| ----------- | ---- | ---- | - | - | - | -- | -- | --- |
| Đan Mạch    | 19   | 8    | 6 | 1 | 1 | 22 | 6  | +16 |
| Phần Lan    | 16   | 8    | 5 | 1 | 2 | 16 | 5  | +11 |
| Tây Ban Nha | 14   | 8    | 4 | 2 | 2 | 19 | 14 | +5  |
| Ba Lan      | 9    | 8    | 3 | 0 | 5 | 14 | 29 | −15 |
| Bỉ          | 0    | 8    | 0 | 0 | 8 | 8  | 25 | −17 |

| Ba Lan        | 1–5     | Đan Mạch                                  |
| ------------- | ------- | ----------------------------------------- |
| Gawrońska 74' | Báo cáo | M. Pedersen 8', 10', 39, 67' Sørensen 13' |

| Bỉ | 0–3     | Phần Lan                           |
| -- | ------- | ---------------------------------- |
|    | Báo cáo | Kackur 3' Kalmari 45' Mustonen 64' |

| Phần Lan                           | 3–1     | Ba Lan        |
| ---------------------------------- | ------- | ------------- |
| Salmén 45' Kalmari 69' Talonen 84' | Báo cáo | Gawrońska 68' |

| Đan Mạch                                | 3–0     | Bỉ |
| --------------------------------------- | ------- | -- |
| M. Pedersen 13', 24' Eggers Nielsen 34' | Báo cáo |    |

| Ba Lan                                           | 3–2     | Tây Ban Nha     |
| ------------------------------------------------ | ------- | --------------- |
| Rytwinska 49' Gurrutxaga 53 (p.l.n) Pożerska 61' | Báo cáo | del Rio 6', 40' |

| Phần Lan | 0–1     | Tây Ban Nha |
| -------- | ------- | ----------- |
|          | Báo cáo | Cabezón 34' |

| Bỉ                         | 2–3     | Ba Lan                                   |
| -------------------------- | ------- | ---------------------------------------- |
| Van Humbeeck 43' Zeler 68' | Báo cáo | Gawrońska 13' Nazarczyk 31' Otrębska 60' |

| Tây Ban Nha                          | 3–2     | Bỉ                   |
| ------------------------------------ | ------- | -------------------- |
| Cabezón 2' De Cock 91+' Gimbert 92+' | Báo cáo | Maes 67' Verelst 81' |

| Tây Ban Nha             | 2–2     | Đan Mạch                   |
| ----------------------- | ------- | -------------------------- |
| Vilanova 13' Martín 31' | Báo cáo | Sørensen 18' Rasmussen 52' |

| Bỉ | 0–2     | Đan Mạch             |
| -- | ------- | -------------------- |
|    | Báo cáo | M. Pedersen 63', 72' |

| Tây Ban Nha                                          | 7–0     | Ba Lan |
| ---------------------------------------------------- | ------- | ------ |
| Martín 9', 28', 52', 63', 85' Cabezón 32' Azagra 54' | Báo cáo |        |

| Ba Lan      | 1–5     | Phần Lan                               |
| ----------- | ------- | -------------------------------------- |
| Żelazko 55' | Báo cáo | Kalmari 23', 49', 74' Talonen 27', 36' |

| Bỉ                    | 2–4     | Tây Ban Nha                               |
| --------------------- | ------- | ----------------------------------------- |
| Maes 64 Callebaut 75' | Báo cáo | Martín 5', 40' Gurrutxaga 16' del Rio 29' |

| Đan Mạch                                                       | 5–0     | Tây Ban Nha |
| -------------------------------------------------------------- | ------- | ----------- |
| M. Pedersen 50' Pape 62' (p.đ), 88' Sørensen 68' Rasmussen 75' | Báo cáo |             |

| Phần Lan                    | 3–0     | Bỉ |
| --------------------------- | ------- | -- |
| Kalmari 8', 18' Sjölund 82' | Báo cáo |    |

| Đan Mạch                            | 3–1     | Ba Lan      |
| ----------------------------------- | ------- | ----------- |
| M. Pedersen 40' Pape 47' Madsen 71' | Báo cáo | Zelazko 66' |

| Tây Ban Nha | 0–0     | Phần Lan |
| ----------- | ------- | -------- |
|             | Báo cáo |          |

| Phần Lan                           | 2–1     | Đan Mạch     |
| ---------------------------------- | ------- | ------------ |
| Österberg Kalmari 26' Mustonen 78' | Báo cáo | Sørensen 38' |

| Ba Lan                                            | 4–2     | Bỉ                 |
| ------------------------------------------------- | ------- | ------------------ |
| Żelazko 35', 67' Rytwińska 46' Makowska 87' (p.đ) | Báo cáo | Heiremans 26', 72' |

| Đan Mạch | 1–0     | Phần Lan |
| -------- | ------- | -------- |
| Pape 56' | Báo cáo |          |

### Bảng 4
| Đội              | Điểm | Trận | T | H | B | BT | BB | HS  |
| ---------------- | ---- | ---- | - | - | - | -- | -- | --- |
| Đức              | 24   | 8    | 8 | 0 | 0 | 31 | 3  | +28 |
| Nga              | 18   | 8    | 6 | 0 | 2 | 24 | 9  | +15 |
| Scotland         | 8    | 8    | 2 | 2 | 4 | 4  | 20 | −16 |
| Cộng hòa Ireland | 4    | 8    | 1 | 1 | 6 | 3  | 15 | −12 |
| Thụy Sĩ          | 4    | 8    | 1 | 1 | 6 | 3  | 18 | −15 |

| Nga                                                                        | 5–1     | Cộng hòa Ireland |
| -------------------------------------------------------------------------- | ------- | ---------------- |
| Kurochkina 2' Zaitseva 33' Boyle 35' (p.l.n) Mokshanova 42' Barbashina 48' | Báo cáo | O'Brien 70'      |

| Nga                                                                                    | 6–0     | Scotland |
| -------------------------------------------------------------------------------------- | ------- | -------- |
| Morozova 13' Barbashina 24' Skotnikova 25' Danilova 52' Letyushova 82' Savchenkova 84' | Báo cáo |          |

| Thụy Sĩ | 0–2     | Nga                        |
| ------- | ------- | -------------------------- |
|         | Báo cáo | Morozova 3' Kurochkina 54' |

| Đức                                                        | 5–1     | Nga          |
| ---------------------------------------------------------- | ------- | ------------ |
| Lingor 6' (p.đ) Grings 8' Minnert 43' Prinz 87' Smisek 90' | Báo cáo | Komarova 60' |

| Scotland | 0–0     | Cộng hòa Ireland |
| -------- | ------- | ---------------- |
|          | Báo cáo |                  |

| Đức                                     | 4–0     | Scotland |
| --------------------------------------- | ------- | -------- |
| Grings 24' Stegemann 57' Prinz 61', 78' | Báo cáo |          |

| Đức                                      | 4–0     | Thụy Sĩ |
| ---------------------------------------- | ------- | ------- |
| Jones 10' Carlson 20', 62' Wimbersky 36' | Báo cáo |         |

| Thụy Sĩ             | 2–0     | Cộng hòa Ireland |
| ------------------- | ------- | ---------------- |
| Dickenmann 23', 44' | Báo cáo |                  |

| Cộng hòa Ireland      | 2–0     | Thụy Sĩ |
| --------------------- | ------- | ------- |
| Grant 23' O'Toole 90' | Báo cáo |         |

| Scotland  | 1–0     | Thụy Sĩ |
| --------- | ------- | ------- |
| Grant 61' | Báo cáo |         |

| Cộng hòa Ireland | 0–2     | Scotland              |
| ---------------- | ------- | --------------------- |
|                  | Báo cáo | Love 47' Fleeting 81' |

| Đức          | 1–0     | Cộng hòa Ireland |
| ------------ | ------- | ---------------- |
| Wimbersky 3' | Báo cáo |                  |

| Scotland | 0–4     | Nga                                 |
| -------- | ------- | ----------------------------------- |
|          | Báo cáo | Morozova Kurochkina × 2 Savchenkova |

| Cộng hòa Ireland | 0–2     | Nga                           |
| ---------------- | ------- | ----------------------------- |
|                  | Báo cáo | Kurochkina 17' Barbashina 81' |

| Thụy Sĩ           | 1–1     | Scotland     |
| ----------------- | ------- | ------------ |
| Gailard 17' (p.đ) | Báo cáo | Fleeting 71' |

| Cộng hòa Ireland | 0–3     | Đức                                   |
| ---------------- | ------- | ------------------------------------- |
|                  | Báo cáo | Wimbersky 2' Prinz 16' Garefrekes 45' |

| Thụy Sĩ | 0–6     | Đức                                                                          |
| ------- | ------- | ---------------------------------------------------------------------------- |
|         | Báo cáo | Pohlers 1' Prinz 57' Wimbersky 73' Lingor 78' M. Müller 89' Garefrekes 90+2' |

| Scotland | 0–5     | Đức                                                 |
| -------- | ------- | --------------------------------------------------- |
|          | Báo cáo | Prinz 26', 53' Lingor 36' Garefrekes 44' Smisek 67' |

| Nga                             | 2–0     | Thụy Sĩ |
| ------------------------------- | ------- | ------- |
| Kremleva 27' (p.đ) Morozova 68' | Báo cáo |         |

| Nga                         | 2–3     | Đức                                 |
| --------------------------- | ------- | ----------------------------------- |
| Barbashina 83' Kremleva 90' | Báo cáo | Smisek 32' Garefrekes 36' Prinz 45' |

### Bảng 5
| Đội     | Điểm | Trận | T | H | B | BT | BB | HS  |
| ------- | ---- | ---- | - | - | - | -- | -- | --- |
| Anh     | 20   | 8    | 6 | 2 | 0 | 29 | 2  | +27 |
| Pháp    | 17   | 8    | 5 | 2 | 1 | 15 | 4  | +11 |
| Hà Lan  | 15   | 8    | 5 | 0 | 3 | 15 | 7  | +8  |
| Áo      | 4    | 8    | 1 | 1 | 6 | 7  | 19 | −12 |
| Hungary | 1    | 8    | 0 | 1 | 7 | 1  | 35 | −34 |

| Áo          | 1–4     | Anh                                            |
| ----------- | ------- | ---------------------------------------------- |
| Celouch 21' | Báo cáo | Williams 23' (p.đ) K. Smith 35', 92+' Barr 56' |

| Pháp | 0–1     | Hà Lan      |
| ---- | ------- | ----------- |
|      | Báo cáo | de Boer 65' |

| Hungary | 0–3     | Áo                         |
| ------- | ------- | -------------------------- |
|         | Báo cáo | Burger 10', 79' Aigner 32' |

| Hungary | 0–13    | Anh |
| ------- | ------- | --- |
|         | Báo cáo | K. Smith 3', 43', 80' Yankey 5' Aluko 12', 50' Scott 15', 38' Chapman 30' Williams 61', 88' (p.đ) Potter 75' Handley 79' |

| Áo | 0–1     | Hà Lan       |
| -- | ------- | ------------ |
|    | Báo cáo | Louwaars 32' |

| Áo              | 1–3     | Pháp                           |
| --------------- | ------- | ------------------------------ |
| Aigner 7' (p.đ) | Báo cáo | Pichon 24' Soubeyrand 42', 56' |

| Pháp                       | 2–0     | Hungary |
| -------------------------- | ------- | ------- |
| Soubeyrand 67' Tonazzi 81' | Báo cáo |         |

| Hà Lan | 0–1     | Anh                |
| ------ | ------- | ------------------ |
|        | Báo cáo | Williams 55' (p.đ) |

| Hungary | 0–5     | Hà Lan                                               |
| ------- | ------- | ---------------------------------------------------- |
|         | Báo cáo | Louwaars 21', 61 Smith 33' Delies 41' Hoogendijk 55' |

| Anh | 0–0     | Pháp |
| --- | ------- | ---- |
|     | Báo cáo |      |

| Anh                                               | 4–0     | Áo |
| ------------------------------------------------- | ------- | -- |
| Carney 36' Williams 85' K. Smith 87' Handley 92+' | Báo cáo |    |

| Hungary | 0–5     | Pháp                                                    |
| ------- | ------- | ------------------------------------------------------- |
|         | Báo cáo | Pichon 17', 27' Bompastor 19' Soubeyrand 36' Lattaf 66' |

| Anh                  | 2–0     | Hungary |
| -------------------- | ------- | ------- |
| Exley 40' Scott 91+' | Báo cáo |         |

| Hà Lan | 0–2     | Pháp               |
| ------ | ------- | ------------------ |
|        | Báo cáo | Soubeyrand 7', 63' |

| Áo         | 1–1     | Hungary  |
| ---------- | ------- | -------- |
| Burger 85' | Báo cáo | Nagy 55' |

| Anh                                    | 4–0     | Hà Lan |
| -------------------------------------- | ------- | ------ |
| K. Smith 9', 24' (p.đ), 65' Yankey 67' | Báo cáo |        |

| Hà Lan                                 | 4–0     | Áo |
| -------------------------------------- | ------- | -- |
| Demarteau 58' Delies 88' Smit 91', 94' | Báo cáo |    |

| Pháp               | 2–1     | Áo         |
| ------------------ | ------- | ---------- |
| Bussaglia 31', 38' | Báo cáo | Burger 35' |

| Hà Lan                         | 4–0     | Hungary |
| ------------------------------ | ------- | ------- |
| Stevens 26', 36', 89' Smit 90' | Báo cáo |         |

| Pháp          | 1–1     | Anh              |
| ------------- | ------- | ---------------- |
| Diguelman 88' | Báo cáo | Lattaf 63' (pln) |

## Nhóm 2
Các đội trong nhóm này không có cơ hội dự World Cup.

### Bảng 6
Armenia và Litva bỏ cuộc.
| Đội                  | Điểm | Trận | T | H | B | BT | BB |
| -------------------- | ---- | ---- | - | - | - | -- | -- |
| Slovenia             | 18   | 6    | 6 | 0 | 0 | 23 | 6  |
| Croatia              | 9    | 6    | 3 | 0 | 3 | 11 | 11 |
| Bosna và Hercegovina | 7    | 6    | 2 | 1 | 3 | 5  | 12 |
| Malta                | 1    | 6    | 0 | 1 | 5 | 4  | 14 |

| Slovenia                  | 2–0 | Bosna và Hercegovina |
| ------------------------- | --- | -------------------- |
| Milenkovič 62' · Vais 68' |     |                      |

| Malta         | 1–4 | Croatia                                                     |
| ------------- | --- | ----------------------------------------------------------- |
| D'Agostino 9' |     | Baban 5' · Gabrić 25' · Tatjana Solaja 30' · Koljenik 90+4' |

| Croatia                               | 3–5 | Slovenia                                 |
| ------------------------------------- | --- | ---------------------------------------- |
| Leskovac 7' · Jakšić 15' · Pavlek 69' |     | Zver 11' · Nikl 22' · Vais 49', 75', 87' |

| Croatia                     | 2–0 | Bosna và Hercegovina |
| --------------------------- | --- | -------------------- |
| Kurjak 57' · Koljenik 90+1' |     |                      |

| Slovenia                            | 4–1 | Malta     |
| ----------------------------------- | --- | --------- |
| Grad 17' · Vais 69' · Nikl 78', 85' |     | Tonna 65' |

| Bosna và Hercegovina | 1–0 | Malta |
| -------------------- | --- | ----- |
| Pehić 70'            |     |       |

| Croatia      | 1–0 | Malta |
| ------------ | --- | ----- |
| Koljenik 43' |     |       |

| Malta      | 1–3 | Slovenia                      |
| ---------- | --- | ----------------------------- |
| Theuma 87' |     | Maleševič 63', 65' · Vais 75' |

| Bosna và Hercegovina | 1–6 | Slovenia                                                      |
| -------------------- | --- | ------------------------------------------------------------- |
| Pehić 10'            |     | Nikl 22', 85', 89' · Vais 46' · Milenkovič 62' · Petrovič 83' |

| Slovenia                       | 3–0 | Croatia |
| ------------------------------ | --- | ------- |
| Vais 11', 90' · Milenkovič 26' |     |         |

| Bosna và Hercegovina | 2–1 | Croatia   |
| -------------------- | --- | --------- |
| Kapetanović 30', 74' |     | Pirsa 49' |

| Malta      | 1–1 | Bosna và Hercegovina |
| ---------- | --- | -------------------- |
| Theuma 23' |     | Skrbić 77'           |

### Bảng 7
Azerbaijan bỏ cuộc.
| Đội         | Điểm | Trận | T | H | B | BT | BB |
| ----------- | ---- | ---- | - | - | - | -- | -- |
| Slovakia    | 15   | 6    | 5 | 0 | 1 | 14 | 5  |
| România     | 9    | 6    | 3 | 0 | 3 | 14 | 10 |
| Bắc Ireland | 7    | 6    | 2 | 1 | 3 | 7  | 11 |
| Kazakhstan  | 4    | 6    | 1 | 1 | 4 | 3  | 12 |

| Slovakia                    | 2–1 | România   |
| --------------------------- | --- | --------- |
| Budosová 34' · Stroková 45' |     | Spanu 17' |

| România                                     | 4–1 | Kazakhstan |
| ------------------------------------------- | --- | ---------- |
| Pufulete 22', 66' · Striblea 45' · Amza 78' |     | Yalova 44' |

| Kazakhstan | 0–4 | Slovakia                            |
| ---------- | --- | ----------------------------------- |
|            |     | Budusová 8', 32', 63' · Zubková 79' |

| România                              | 3–2 | Bắc Ireland              |
| ------------------------------------ | --- | ------------------------ |
| Pufulete 3' · Spanu 45' · Enache 81' |     | Furness 70' · Hall 90+1' |

| Bắc Ireland             | 2–1 | Slovakia       |
| ----------------------- | --- | -------------- |
| O'Neil 2' · Furness 75' |     | Dugovicová 35' |

| Slovakia                 | 2–0 | Bắc Ireland |
| ------------------------ | --- | ----------- |
| Izová 22' · Budosová 49' |     |             |

| Bắc Ireland  | 1–0 | Kazakhstan |
| ------------ | --- | ---------- |
| Hall 89' · 0 |     |            |

| Slovakia | 2–0 | Kazakhstan |
| -------- | --- | ---------- |
|          |     |            |

| Bắc Ireland | 1–4 | România |
| ----------- | --- | ------- |
|             |     |         |

| Kazakhstan | 1–1 | Bắc Ireland |
| ---------- | --- | ----------- |
|            |     |             |

| România | 2–3 | Slovakia |
| ------- | --- | -------- |
|         |     |          |

| Kazakhstan | 1–0 | România |
| ---------- | --- | ------- |
|            |     |         |

### Bảng 8
| Đội     | Điểm | Trận | T | H | B | BT | BB |
| ------- | ---- | ---- | - | - | - | -- | -- |
| Wales   | 14   | 6    | 4 | 2 | 0 | 17 | 2  |
| Israel  | 13   | 6    | 4 | 1 | 1 | 11 | 6  |
| Estonia | 4    | 6    | 1 | 1 | 4 | 6  | 18 |
| Moldova | 3    | 6    | 1 | 0 | 5 | 5  | 13 |

| Estonia             | 2–5 | Israel                                       |
| ------------------- | --- | -------------------------------------------- |
| Morkovkina 19', 39' |     | Jan 12', 20', 54' · Shino 70' · Shenar 90+3' |

| Moldova                            | 3–1 | Estonia        |
| ---------------------------------- | --- | -------------- |
| Slonova 8' · Ninicu 53' · Toma 70' |     | Morkovkina 59' |

| Israel                    | 2–0 | Moldova |
| ------------------------- | --- | ------- |
| Dayan 90+2' · Cohen 90+3' |     |         |

| Wales                                 | 3–0 | Moldova |
| ------------------------------------- | --- | ------- |
| Foster 11' · Hopkins 24' · Ludlow 62' |     |         |

| Wales | 1–1 | Israel |
| ----- | --- | ------ |
|       |     |        |

| Wales | 0–0 | Estonia |
| ----- | --- | ------- |
|       |     |         |

| Israel | 1–0 | Estonia |
| ------ | --- | ------- |
|        |     |         |

| Moldova | 0–3 | Wales |
| ------- | --- | ----- |
|         |     |       |

| Moldova | 0–1 | Israel |
| ------- | --- | ------ |
|         |     |        |

| Estonia | 3–2 | Moldova |
| ------- | --- | ------- |
|         |     |         |

| Israel | 1–3 | Wales |
| ------ | --- | ----- |
|        |     |       |

| Estonia | 0–7 | Wales |
| ------- | --- | ----- |
|         |     |       |